# Ždírec (district de Jihlava)
Pour les articles homonymes, voir Ždírec.
Ždírec (en allemand : Seelenz) est une commune du district de Jihlava, dans la région de Vysočina, en République tchèque. Sa population s'élevait à 450 habitants en 2024.

## Géographie
Ždírec se trouve dans les monts de Bohême-Moravie, à 5 km au sud-ouest de Polná, à 10 km au nord-est de Jihlava et à 113 km au sud-est de Prague.
La commune est limitée par Dobronín et Polná au nord, par Věžnička à l'est, par Jamné au sud-est, par Měšín au sud-ouest, et par Střítež à l'ouest.

## Histoire
La première mention écrite de la localité date de 1233.